# Plopp

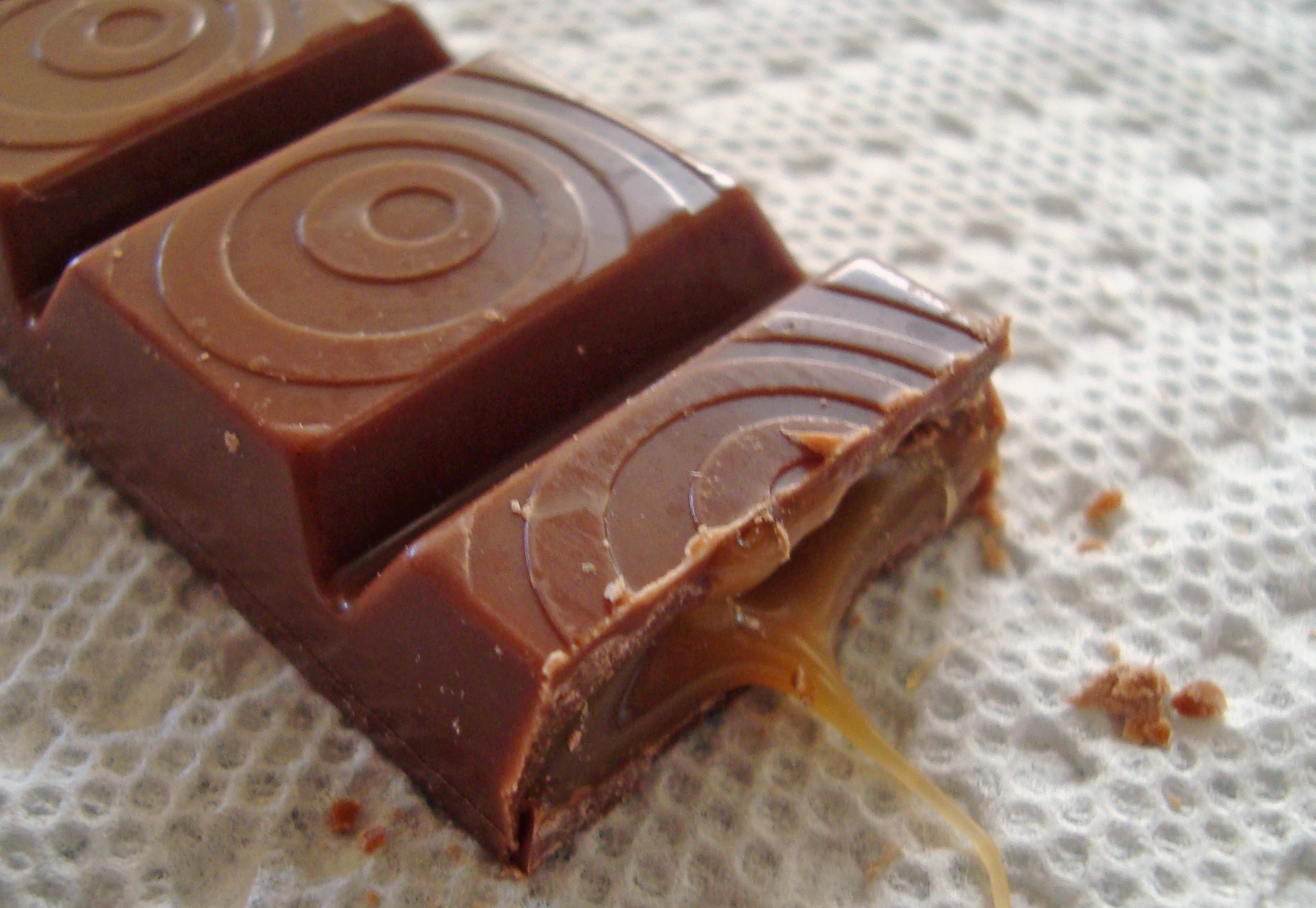
Plopp

Plopp är en chokladbit med tofféefyllning som tillverkas av Cloetta. Från 2018 är det också varumärket för Cloettas mjölkchokladkakor.  
Plopp skapades 1949 av Choklad AB Thule som 1969 köptes upp av Cloetta, som tog upp Plopp i sitt sortiment jämte sin snarlika Center.
Plopp finns även som glasstrut bestående av chokladgräddglass med tofféfyllning i bakat rån. Glassen marknadsförs i Sverige av Sia Glass.

## Skillnaden mellan Plopp och Center
Den enas slogan är Toffeefylld choklad och den andras Choklad med toffeefyllning. Enligt tillverkaren har Center och Plopp olika chokladandel och recept på fyllning. Plopp-fyllningen har en något högre sockerhalt än Center-fyllningen. Aromtillsatsen är av annan karaktär då Plopp har en mera knäck-artad arom medan Center har en toffé, karamell eller mjölkkolasmak. Dessutom är Plopp-fyllningen något mer lättflytande eftersom den inte kokas lika länge och får därigenom en något högre vattenhalt.

## Tillfälliga smaker
Likt många andra chokladbitar har Plopp under åren lanserats med olika smaksättningar. Först ut under 1980-talet var lakrits samt cola. 1999 firades varumärkets femtioårsjubileum med en återlansering av Plopp Lakrits. 
Under 2000-talet blev det allmänt populärt med tillfälliga smaksättningar av chokladbitar, det gällde även Plopp: 2004 kom Plopp Currant och Caramel , 2006 kom Plopp Caffe Latte och 2008 Plopp Tutti Frutti. Under vintern 2009 lanserades Plopp smaksatt med saltlakrits.
I maj 2012 kom Plopp Kärlek, som har en fyllning av geléhallon och hallontryffel. Under våren 2013 fanns i Cloettas sortiment original-Plopp och Plopp Kärlek.
År 2014 kom tillfälligtvis Plopp Kaktus och Plopp Päron. 
Hösten 2017 lanserades smakerna Polka och Salty Caramel.
Under vintern 2019 kom varianten Plopp Popcorn.
Hösten 2020 lanserades smaksättningen Plopp Juleskum, vilken återkom under åren efter. Våren efter kom Plopp Chokladboll.  Hösten 2022 återlanserades varianten med saltlakrits tillsammans med en ny smak av mynta.
Under november 2022 finns följande varianter i sortimentet: Original, Apelsin, Chokladboll, Fresh Mint, Juleskum.

## Plopp mjölkchokladkakor
Hösten 2018 lanserade Cloetta fyra olika mjölkchokladkakor utan tofféfyllning under varumärket Plopp. Förutom ren mjölkchoklad kom varianter där chokladen blandats med små bitar av Kexchoklad, Djungelvrål och Gott & Blandat. Under hösten 2019 kom smakerna Kanderade mandlar samt Bridge.
Av dessa fanns hösten 2022 fortfarande varianterna med bitar av Djungelvrål, Gott & Blandat samt Ahlgrens bilar i sortimentet.